# Millettia rigens
Millettia rigens là một loài thực vật có hoa trong họ Đậu. Loài này được (Craib) Niyomdham miêu tả khoa học đầu tiên.